# Hyposmocoma molluscivora
Hyposmocoma molluscivora — вид молі. Ендемік гавайського роду Hyposmocoma, личинка якої є хижою.

## Поширення
Гавайські острови (острів Мауї).

## Личинкова стадія
Хижа гусениця Hyposmocoma molluscivora полює на равликів, ловлячи їх у свої шовкові тенета подібно павукам, що ловлять свої жертви в сплетену павутину. Після того, як равлик спійманий, гусениця залазить в черепашку і пожирає равлика живцем. Як правило, гусениця полює на равликів роду Tornatellides. Таким чином, це м'ясоїдна гусениця, що поїдає молюсків. Спустошені черепашки равликів часто прикріплюються до шовковому кокону, в якому живе гусениця подібно до гусениць Psychidae і ті слугують камуфляжем для захисту від хижаків. Розмір гусениці — 8 мм.
Усього відомо близько 200 видів метеликів, які є хижими на стадії гусениць. Лише 4 види з них поїдають равликів.